# Royal Aircraft Factory B.E.12
El Royal Aircraft Factory B.E.12 fue un biplano monoplaza británico de la Primera Guerra Mundial, diseñado por la Royal Aircraft Factory. Era esencialmente una versión monoplaza del B.E.2.
Destinado a ser usado como avión de reconocimiento y bombardeo de largo alcance, el B.E.12 fue puesto en servicio como caza, tarea en la que se probó desastrosamente inadecuado, debido principalmente a su muy pobre maniobrabilidad.

## Diseño y desarrollo
El B.E.12 era esencialmente un B.E.2c con la cabina delantera (la del observador) reemplazada por un gran depósito de combustible, y el motor RAF 1 de 90 hp estándar del B.E.2c reemplazado por el nuevo RAF 4 de 150 hp. Los historiadores de la aviación consideraron una vez el modelo como un intento fallido de crear un caza basado en el B.E.2, improvisada y apresuradamente puesto en servicio para enfrentarse a la amenaza Fokker. Muchos escritores perpetuaron esta visión o una parecida. Por otra parte, J. M. Bruce ha apuntado que esto es, en el mejor de los casos, una simplicidad que no encaja históricamente.
El prototipo (una célula B.E.2c modificada, equipada con un motor más potente RAF 4 V12 refrigerado por aire de 112 kW (150 hp)) ya estaba en el proceso de conversión en junio de 1915, mientras que no se puede decir que el azote Fokker comenzase antes de la primera victoria de un E.I el 1 de agosto, cuando Max Immelmann derribó un avión británico que  estaba bombardeando el aeródromo de Douai. En el momento en que se concibió el B.E.12, la necesidad de que un avión se defendiera no estaba tan clara como se hizo patente más tarde. La idea de prescindir de armamento defensivo, además de reemplazar el asiento del observador por una capacidad extra de combustible y/o carga de bombas, fue tipificada por varios diseños contemporáneos, como las versiones de bombardeo de los 504 y 1½ Strutter. En ningún caso pudo el B.E.12 haber sido producido específicamente como una "respuesta" a los Fokker.
A mitad de 1915 no había forma de que un avión tractor monoplaza británico llevara armamento de tiro frontal, ya que el mecanismo “interruptor” Vickers-Challenger no existió hasta diciembre, y no estuvo disponible en cantidades hasta el mes de marzo siguiente. El último caza monoplaza de la Royal Aircraft Factory de la época, el F.E.8, era un pequeño y ágil propulsor, demostrando al menos que sus diseñadores eran muy conscientes de los requerimientos básicos de un caza exitoso.
Tampoco el B.E.12 “se apresuró” a entrar en servicio, ya que habría sido relativamente fácil, al ser una conversión sencilla de un modelo en producción. Las pruebas con el prototipo continuaron hasta finales de 1915, y parece que se centraron principalmente en el desarrollo del nuevo motor RAF 4, especialmente el diseño de una toma de aire satisfactoria. La refrigeración de los cilindros traseros del RAF 4, un V12 refrigerado por aire y más tarde el motor del R.E.8, siempre fue bastante dudosa. El modelo también fue probado como bombardero. En mayo de 1916 (momento en el que el "azote Fokker", como periodo de superioridad aérea alemana, había acabado) se decidió equipar el modelo con una ametralladora Vickers sincronizada, ya habiéndose llevado a cabo pruebas de armamento con ametralladoras Lewis de tiro superior, similares a las usadas por la versión de caza nocturna del B.E.2c.
La versión B.E.12a voló por primera vez en febrero de 1916 y tenía las alas modificadas del B.E.2e. Era más maniobrable que el B.E.12, pero por otro lado lo mejoraba poco.
El B.E.12b usaba la célula del B.E.2c, pero tenía un motor Hispano-Suiza de 200 hp. Fue pensado como caza nocturno y llevaba ametralladoras Lewis montadas en las alas en lugar de la Vickers sincronizada. Aparentemente tenía buenas prestaciones, pero el motor se necesitaba más urgentemente para los S.E.5a, y unos pocos cazas B.E.12b entraron en servicio con los escuadrones de defensa local. Es posible que algunos de los construidos no hubieran recibido nunca los motores.

## Historia operacional
El primer escuadrón de B.E.12, el No. 19, no llegó a Francia hasta el 1 de agosto de 1916. Fue seguido por el único otro escuadrón que voló el modelo en Francia, el No. 21, el día 25 del mismo mes. Como podía esperarse, el nuevo modelo tenía la estabilidad inherente del B.E.2c y cuando fue puesto en servicio como caza demostró ser bastante inútil, especialmente frente a los nuevos cazas alemanes Halberstadt D.II y Albatros D.I que entraban en servicio. Seguidamente fue empleado como bombardero, pero como no se podía montar un arma defensiva efectiva, era demasiado vulnerable y fue finalmente retirado de todas las tareas de primera línea en Francia en marzo de 1917. Para cuando el B.E.12a ya estuvo disponible en cantidad, el B.E.12 ya había demostrado ser insatisfactorio y esta variante nunca fue usada operacionalmente en Francia.
Varios escuadrones de defensa local volaron aparatos B.E.12, junto con ejemplares de las variantes B.E.12a y B.E.12b. Su estabilidad y alcance eran ventajas obvias en un avión que tenía que volar de noche, pero su régimen de ascenso era inadecuado cuando eran requeridos para interceptar a los mejorados dirigibles alemanes de 1916/17, por no mencionar a los aviones intrusos que los reemplazaron. El Zeppelin L.48 fue derribado por un B.E.12 de la defensa local el 17 de junio de 1917, pero hay pocos éxitos registrados del modelo en esta tarea.
En el teatro del Oriente Medio y en Macedonia, los B.E.12 y B.E.12a demostraron ser más útiles, aunque típicamente como aviones de reconocimiento de largo alcance, en lugar de como cazas. Una excepción a esta norma fue la máquina del capitán Gilbert Ware Murlis Green del No. 17 Squadron, que derribó varios aviones enemigos para convertirse en el único as del B.E.12.
El B.E.12b sirvió sólo con escuadrones de defensa local; las entregas comenzaron a finales de 1917, pero debido a la más urgente necesidad de escuadrones de S.E.5a por sus motores Hispano-Suiza, muchos probablemente nunca fueron equipados con motores, o fueron completados como B.E.12.

## Variantes
B.E.12
Versión de producción inicial propulsada por un motor RAF 4a, básicamente una conversión de B.E.2c; 250 construidos por Daimler, 50 construidos por Standard Motors.
B.E.12a
Con las alas y la unidad de cola del B.E.2e; 50 construidos por Daimler, 50 construidos por Coventry Ordnance Works.
B.E.12b
Versión remotorizada propulsada por un motor Hispano-Suiza de 149 kW (200 hp); 200 construidos por Daimler.

## Operadores
Australia
- Cuerpo Aéreo Australiano

 Reino Unido
- Real Cuerpo Aéreo

## Reproducciones
No se sabe que existan B.E.12 originales, pero The Vintage Aviator Ltd en Nueva Zelanda ha construido una reproducción volable, que es volada en el Hood Aerodrome de la empresa, basada en Masterton.

## Especificaciones (B.E.12)
Referencia datos: War Planes of the First World War:Volume Two Fighters

### Características generales
- Tripulación: Uno (piloto)
- Longitud: 8,3 m (27,3 ft)
- Envergadura: 11,3 m (37 ft)
- Altura: 3,4 m (11,1 ft)
- Superficie alar: 34,5 m² (371,4 ft²)
- Peso vacío: 742 kg (1635,4 lb)
- Planta motriz: 1× motor lineal V12 refrigerado por aire RAF 4a.
  - Potencia: 110 kW (152 HP; 150 CV)
- Hélices: De cuatro palas de madera de paso fijo

### Rendimiento
- Velocidad máxima operativa (Vno): 164 km/h (102 MPH; 89 kt) a nivel del mar
- Alcance: 3 h
- Techo de vuelo: 3800 m (12 467 ft)
- Tiempo a altitud: 11 min para 1500 m (5000 pies)

### Armamento
- Ametralladoras: 

  - 1x Vickers de 7,7 mm sincronizada (algunos aviones llevaron varias disposiciones con una Lewis de fuego trasero)
- Bombas: 

  - Hasta 150 kg[4]

## Aeronaves relacionadas

### Desarrollos relacionados
- Royal Aircraft Factory B.E.2

### Secuencias de designación
- Secuencia B.E._ (interna de Royal Aircraft Factory (Blériot Experimental)): ← B.E.9 - B.E.10 - B.E.11 - B.E.12